# Лукас, Эдвард
Эдвард Лукас (англ. Edward Lucas; род. 1962) — британский журналист и публицист. Автор множества журнальных публикаций и двух книг, посвященных анализу экономической и политической жизни России начала 2000-х годов. Экс-корреспондент The Economist по Центральной и Восточной Европе.

## Биография
Родился в семье оксфордского профессора философии Джона Лукаса. Учился в частной школе Винчестер, Лондонской школе экономики и Ягеллонском университете (Краков). С 1986 года работал корреспондентом журнала The Economist в различных восточноевропейских странах. С 1996 — берлинский корреспондент, а в 1998—2002 — шеф московского бюро. Он ведет колонку в The Times и пишет для Daily Mail. Владеет немецким, польским и русским языками.
Регулярно участвует в телепередачах на международные темы, таких как программы Би-Би-Си «Today», «Start the Week» и «Newsnight».
1 декабря 2014 года стал первым электронным резидентом в Эстонии.
В сентябре 2021 года Лукас был выбран кандидатом в депутаты от либерал-демократов избирательного округа Лондонский Сити и Вестминстер на следующих всеобщих выборах, которые состоятся в 2024 году.

## Личная жизнь
Живёт в Лондоне. Женат на журналистке Кристине Одоне. У него двое детей от первой жены Клаудии, и один ребёнок от Кристины. Его отец философ Джон Лукас.

## Награды
- Офицер ордена Трёх звёзд (29 октября 2018 года, Латвия)[10]
- Кавалер ордена Великого князя Литовского Гядиминаса (13 февраля 1996 года, Литва)[11]
- Почётный знак МИД Польши «Bene Merito» (2009 год, Министерство иностранных дел Польши)[12]
- Крест «За заслуги» (2021 год, Министерство иностранных дел Эстонии)[13]
- Крест «За заслуги» I класса (2023 год, Министерство иностранных дел Эстонии)[14]
- Медаль Балтийской ассамблеи (21 октября 2010 года)[15]